# 柏林無線電塔

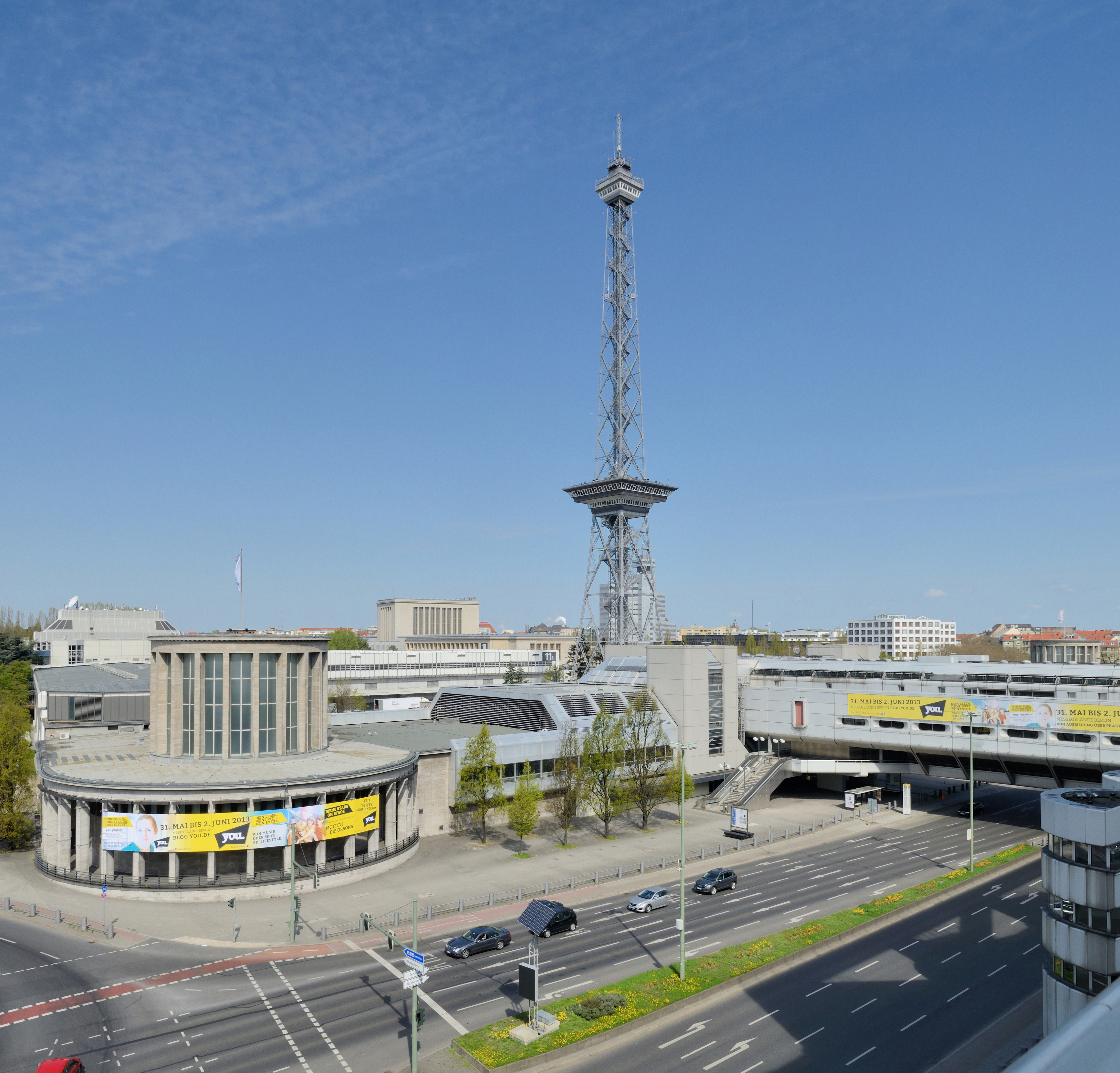
柏林無線電塔

柏林無線電塔（德語：Berliner Funkturm）是柏林的一座前廣播塔。它建於1924年至1926年間，由建築師海因里希·施特勞默設計，於1926年9月3日的第三屆大德意志無線電展覽會（Große Deutsche Funkausstellung）上宣告建成。它位於在柏林中心的夏洛滕堡-威爾默斯多夫。這座塔綽號“瘦小伙”（der lange Lulatsch），是柏林市最著名的景點之一，雖然不再用於廣播目的，但它仍然是一座受保護的紀念碑。